# Melectoides senex
Melectoides senex là một loài Hymenoptera trong họ Apidae. Loài này được Taschenberg mô tả khoa học năm 1883.